# Gongora quinquenervis
Gongora quinquenervis là một loài lan, và là loài tiêu biểu của chi Gongora. Loài này tạo thành một phức hợp cho nhiều loài xác định không rõ ràng.
 Tư liệu liên quan tới Gongora quinquenervis tại Wikimedia Commons

## Hình ảnh

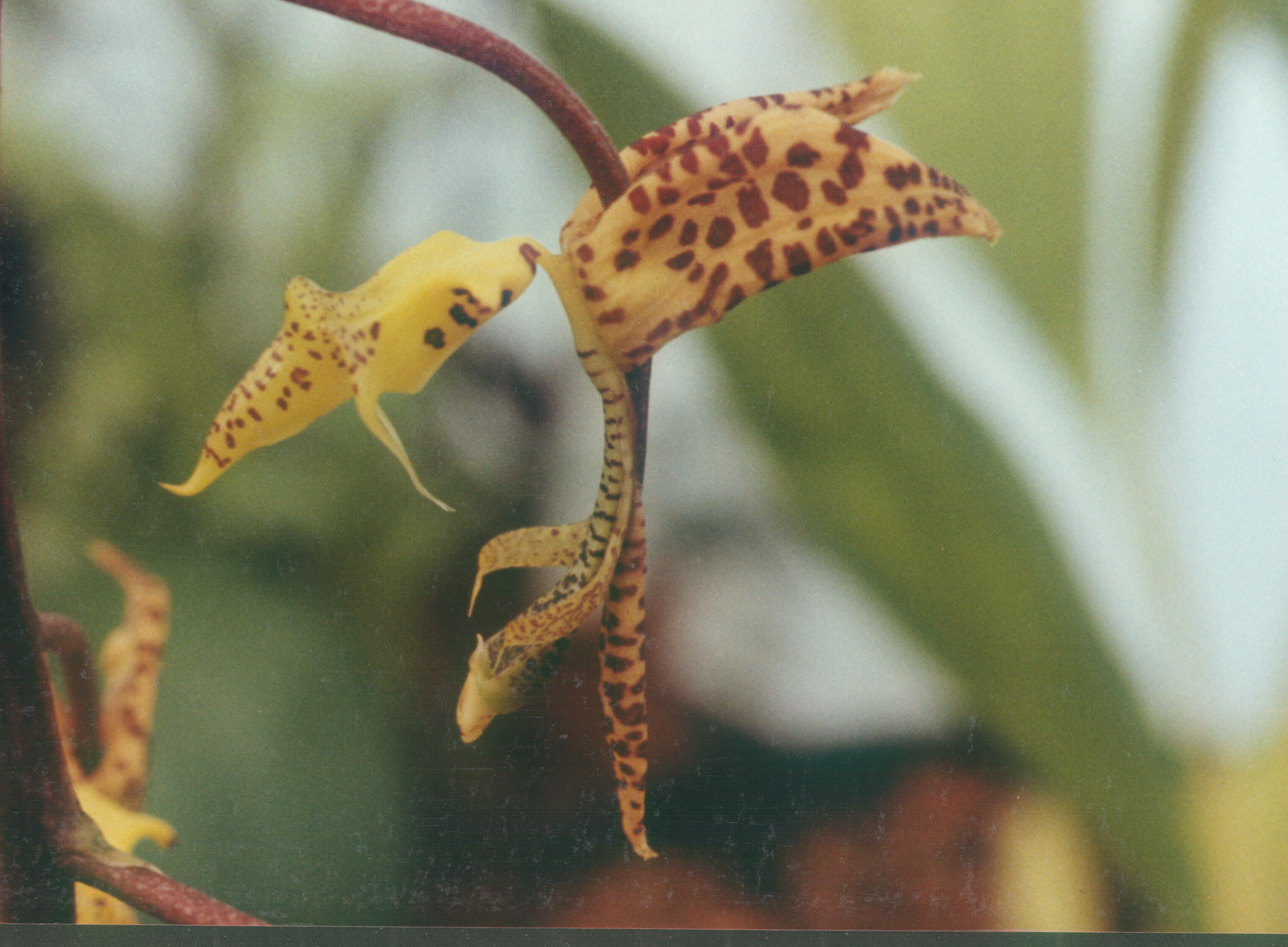
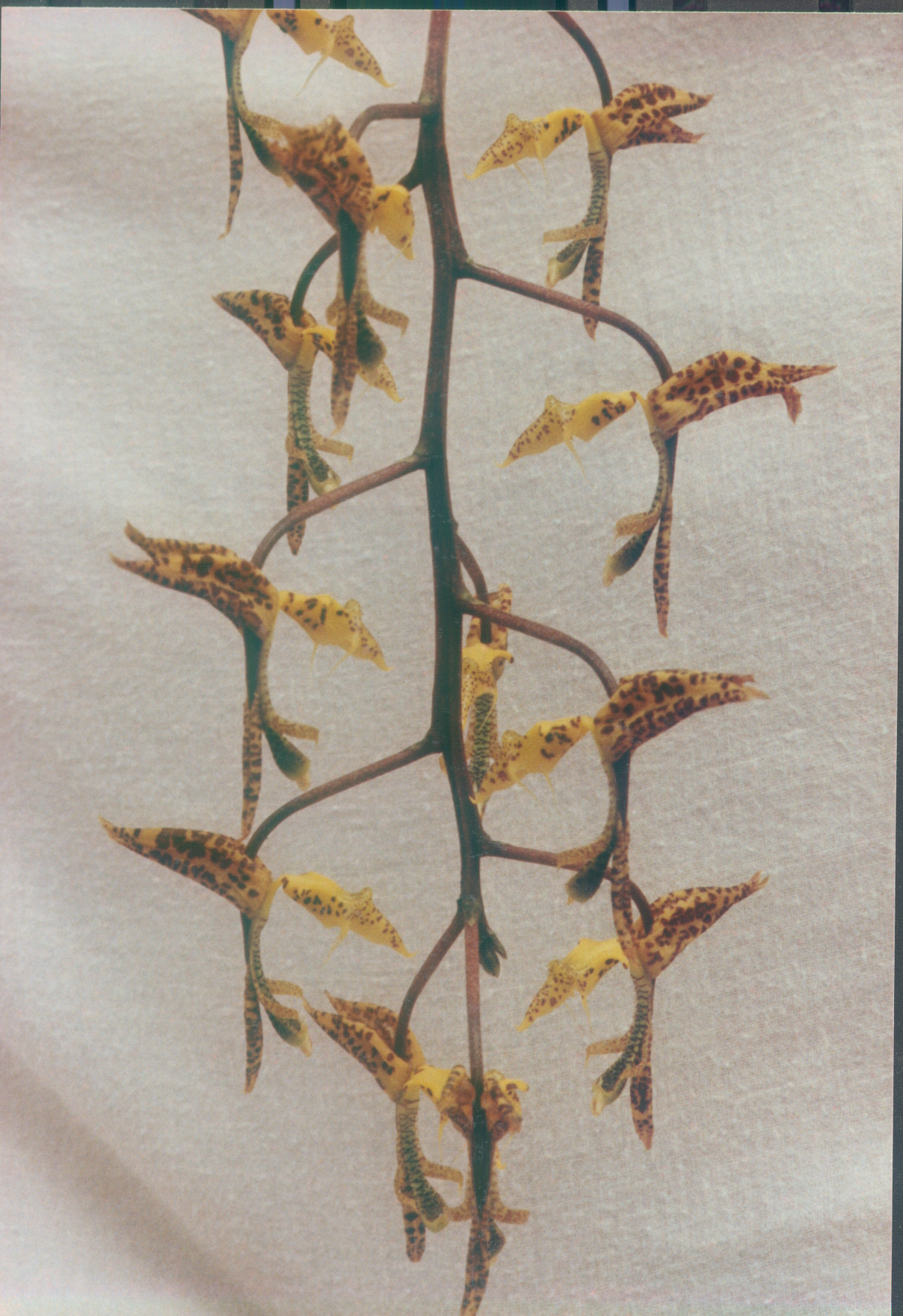
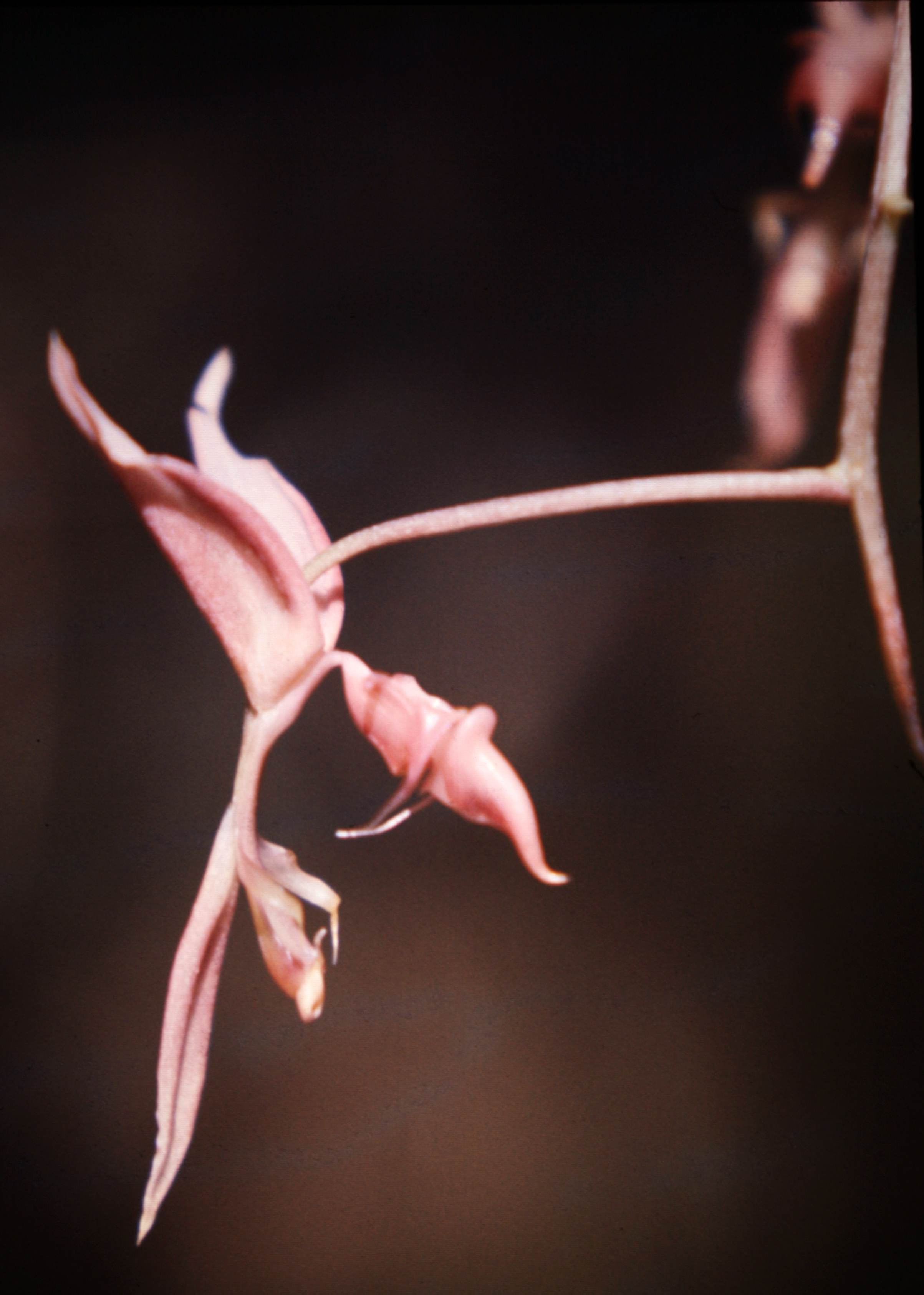
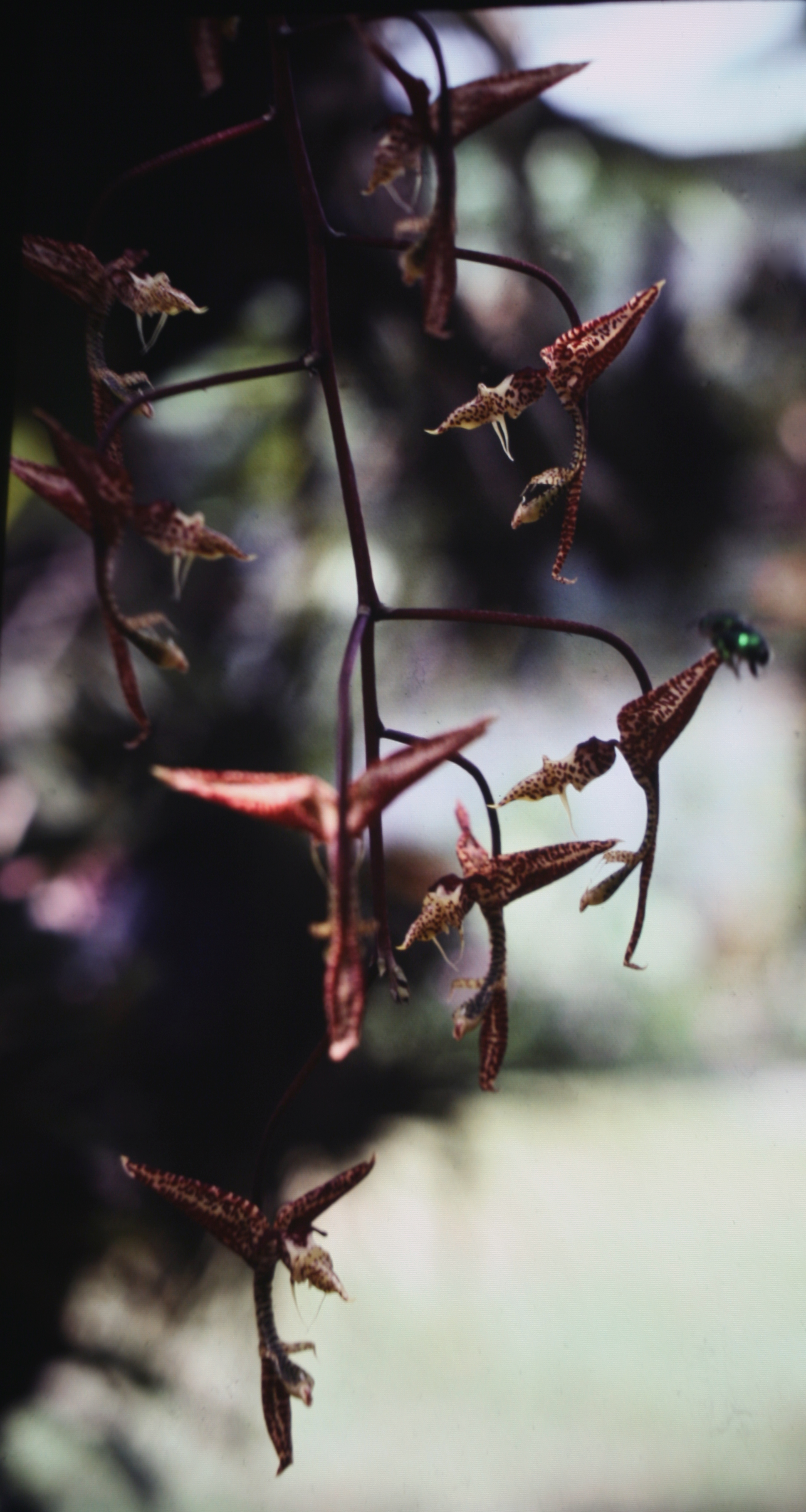